# I piallatori di parquet
I piallatori di parquet (Les raboteurs de parquet) è un dipinto del pittore francese Gustave Caillebotte, realizzato nel 1875 e conservato al museo d'Orsay di Parigi.

## Storia

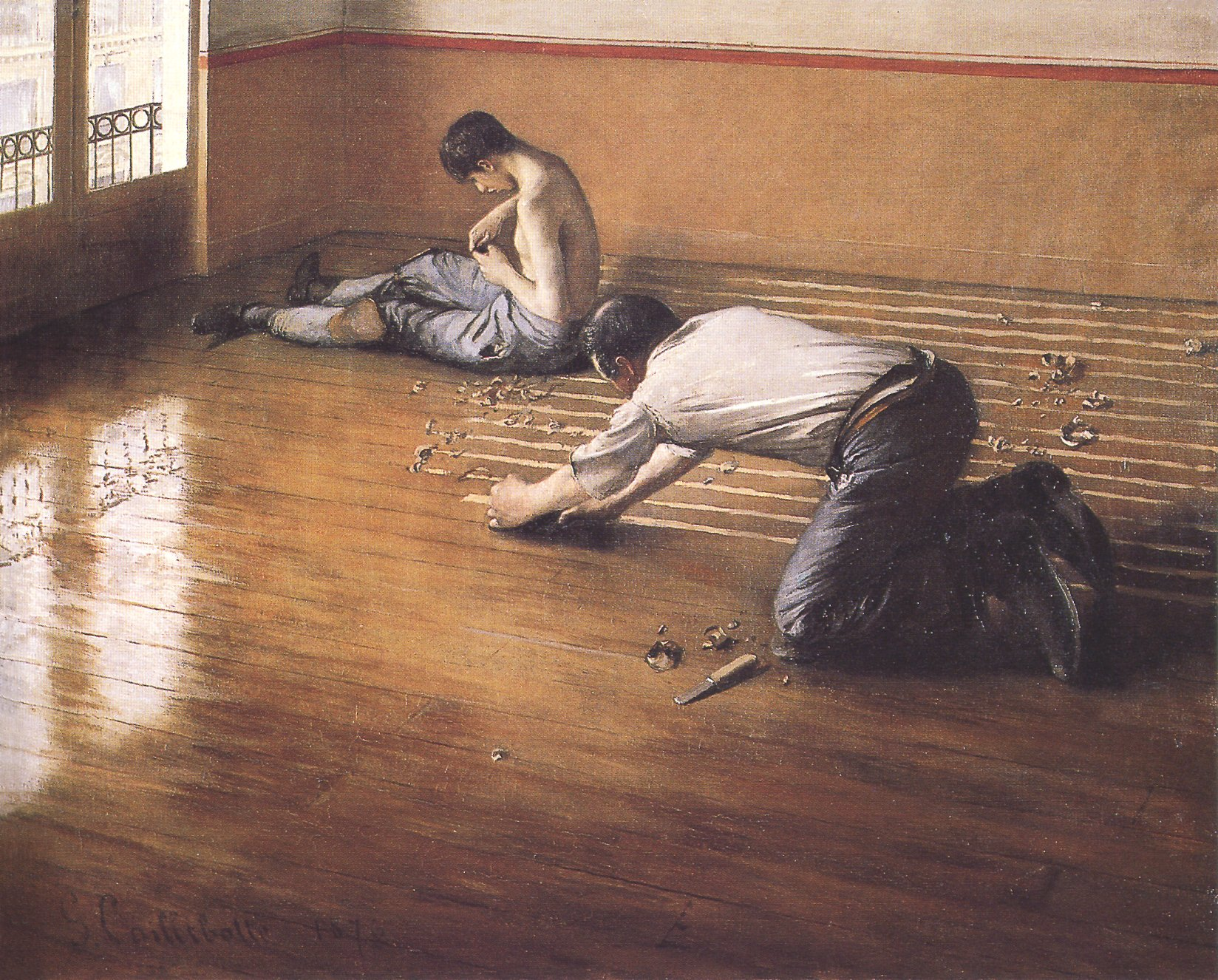
Seconda versione de I piallatori di parquet (1876)

Il dipinto, firmato «G. Caillebotte», venne portato a compimento nel 1875 e presentato al Salon dello stesso anno. Qui, tuttavia, ricevette un'accoglienza assai fredda, tanto che non riuscì neanche a superare il vaglio della commissione giudicatrice, senza dubbio scandalizzata dal fatto che un soggetto così ordinario e «volgare» (i giurì si rivolsero proprio in questi termini) avesse acquisito dignità artistica e dall'audacia sia prospettica che stilistica che il pittore vi si è concesso.
Disilluso, Caillebotte accolse dunque l'invito di Renoir e di Henri Rouart di presentare I piallatori di parquet alla seconda mostra degli Impressionisti, insieme a un'altra opera sempre incentrata sul logorante lavoro dei piallatori di parquet. I critici si divisero in due: molti, per esempio, giudicarono assai negativamente l'impianto prospettico dell'opera, come Émile Porchoron («si tratta dell'opera meno orribile dell'Esposizione. Una delle missioni pittoriche distintive dell'Impressionismo è quella di torturare la prospettiva: potete ben vedere, qui, i risultati che hanno ottenuto) e, in maniera assai minore, anche Émile Zola, che pur rimanendo colpito da questa tranche de vie moderne condannò «questa pittura borghese preoccupata in modo spropositato dell'accuratezza dei particolari». Louis Énault, pur tollerando la scelta figurativa di Caillebotte («si tratta di un soggetto indubbiamente volgare, ma possiamo capire quanto tenti un pittore»), si lamentò per quanto concerne la coerenza fisiognomica dei tre rasieratori («mi rammarico che Caillebotte non abbia scelto accuratamente i suoi modelli ... le braccia dei rasieratori sono assurdamente sottili, e il loro busto è decisamente troppo piccolo»).
Non mancarono, tuttavia, i ferventi ammiratori, tra cui il poeta Émile Blémont («un voto decisamente negativo per la giuria del Salon!»), Maurice Chaumelin («siamo davanti a una pittura realista cruda quanto un Courbet, ma decisamente più acuta, e violenta tanto quanto un'opera di Manet, ma al contempo ancora più precisa») e Philippe Burty («Le opere di Caillebotte presentano composizioni decisamente originali e, per di più, traboccano di un'energia nel disegno che ricorda i primi Fiorentini»). Il dipinto, malgrado non fu incluso nel lascito testamentario di Caillebotte alle collezioni statali francesi, fu esposto prima al Musèe du Luxembourg e poi al Louvre, per poi pervenire nel 1947 al Jeu de Paume e, infine, al museo d'Orsay, trovando così la sua collocazione definitiva.

## Descrizione

### Un pittore accademico, impressionista, naturalista
I piallatori di parquet è una delle tele più celebri di Gustave Caillebotte. In essa sono infatti ripresi e portati al massimo grado di raffinatezza tutti gli elementi caratterizzanti della sua pittura: dalla propria formazione accademica Caillebotte attinge a piene mani per il vigore volumetrico dei rasieratori, di ascendenza quasi michelangiolesca, per i delicatissimi passaggi tonali e per il sicuro impianto grafico-compositivo dell'opera, il quale rifiuta con decisione l'estemporaneità della pittura impressionista.

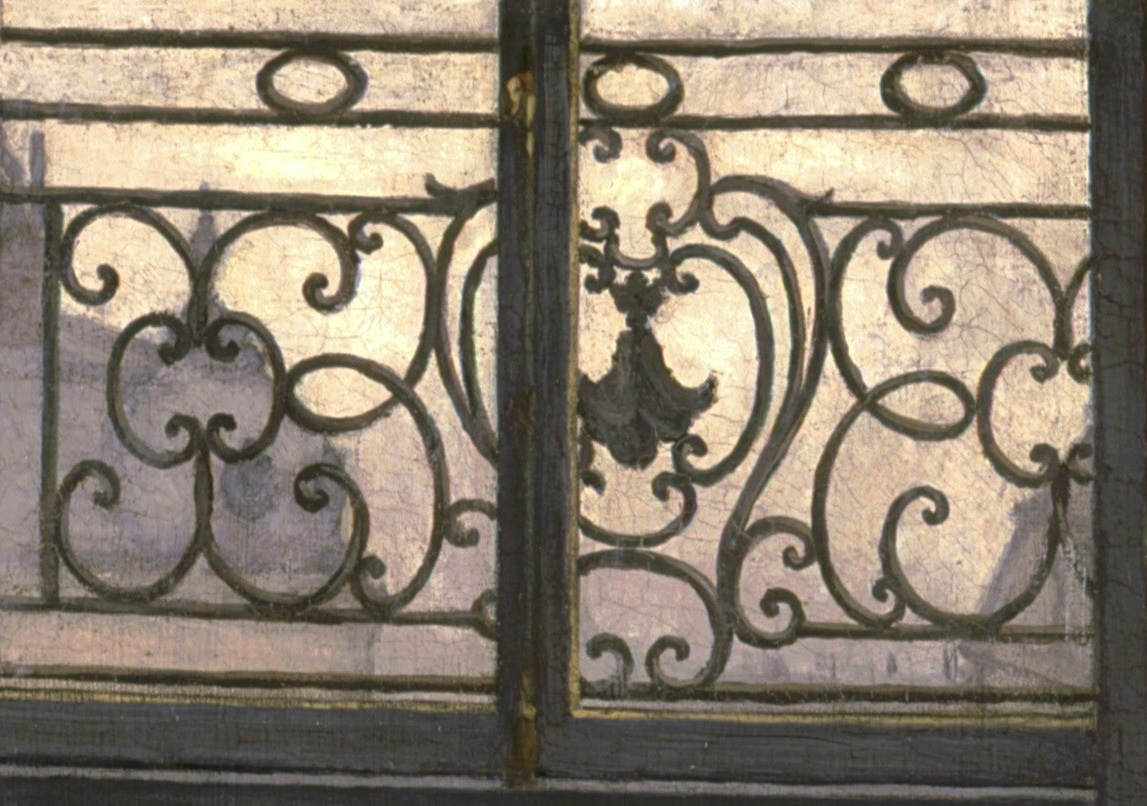
I piallatori di parquet, dettaglio della ringhiera

L'opera, tuttavia, è al contempo assai distante dalle prescrizioni della scuola accademica. Caillebotte adotta infatti una tavolozza audace, giocata su toni terrosi e sull'abbacinante candore del bianco, accorda una notevole rilevanza alla luce naturale e dispone il punto di vista eccezionalmente in alto, creando una prospettiva quasi «cinematografica» e rendendo il dipinto del tutto simile ad un'istantanea fotografica di un momento unico ed irripetibile. L'impianto compositivo del dipinto, seppur presente, è tutt'altro che accademico e si imposta su uno spazio squilibrato e asimmetrico, movimentato dal contrasto tra le linee dritte dei muri e delle tavole del parquet e quelle curvilinee, individuate nei ghirigori della ringhiera, nei trucioli e negli atteggiamenti corporei degli operai.
In questa tela, inoltre, Caillebotte dimostra di essere «un pittore animato da grande coraggio, che non indietreggia davanti a soggetti moderni in grandezza naturale» (a parlare è il celebre letterato Émile Zola). In Caillebotte, per di più, la scelta di argomenti «umili» legati alla vita contemporanea viene accompagnata da una sostanziale impersonalità. Le vicende dei tre piallatori, infatti, sono osservate secondo i più rigidi canoni dell'impersonalità e sono ridotte a un puro fatto che accade, sulla tela così come nella vita vera: analogamente a come Zola faceva in letteratura, Caillebotte lascia emergere in questa tela una visione oggettiva della realtà, al di fuori di ogni preoccupazione di carattere moralistico o politico.

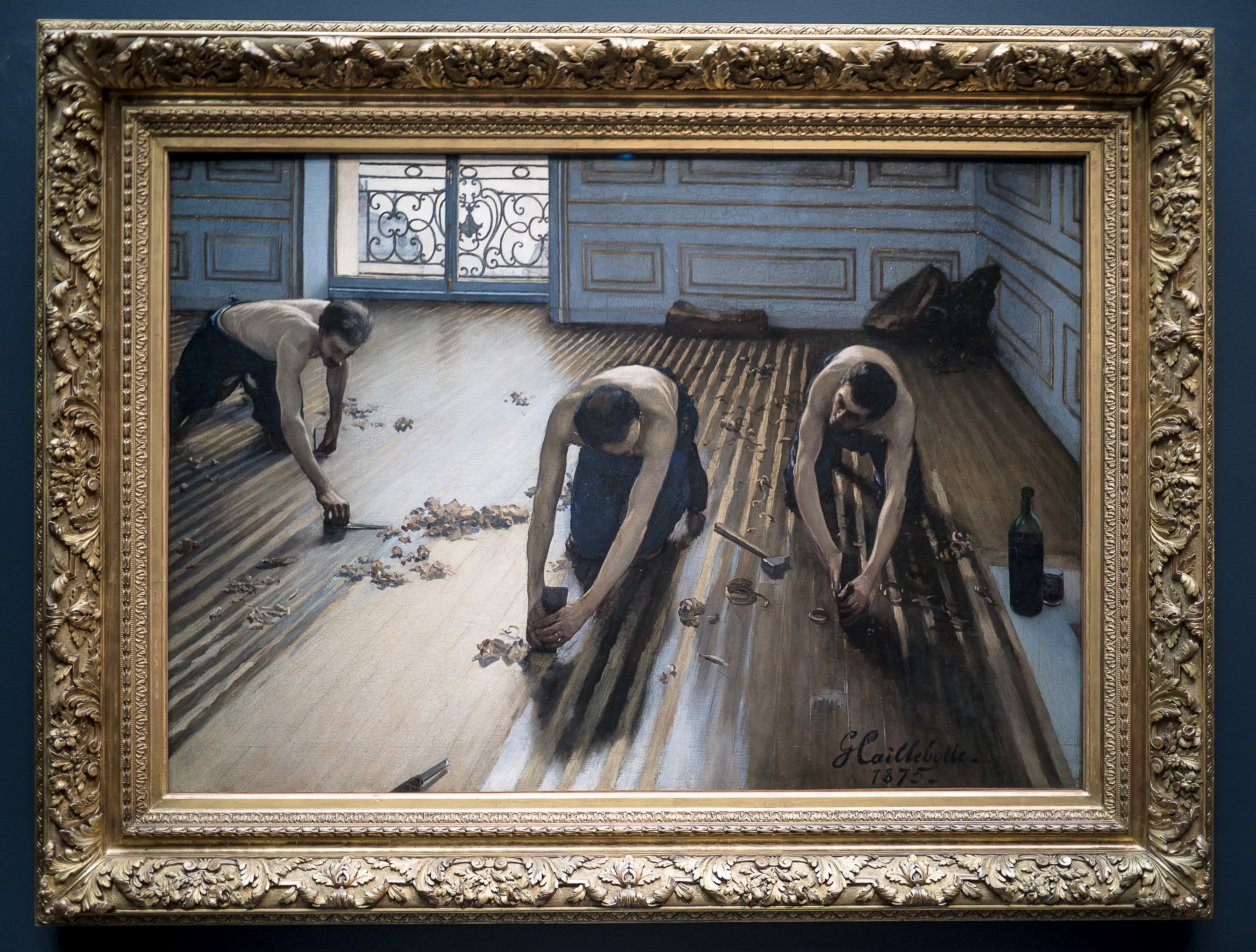
I piallatori di Parquet esposti al Museo d'Orsay di Parigi

### Raschiando il parquet
Se i contadini e i lavoratori agricoli nel corso dell'Ottocento erano stati protagonisti indiscussi di un'intensa elaborazione artistica (si pensi all'Angelus di Millet o a Gli spaccapietre di Courbet), mai gli operai delle città erano stati oggetto di rappresentazione pittorica. I raschiatori di parquet è effettivamente il primo dipinto che conferisce dignità artistica alle vicende del proletariato urbano, il maggiore propulsore della nascente economia borghese. L'opera, infatti, raffigura un gruppo di tre operai mentre rasierano il parquet di un'elegante dimora borghese, con tutta probabilità quella dello stesso Caillebotte a rue de Miromesnil, nell'elegante quartiere parigino di recente costruzione haussmanniana. Si tratta indubbiamente di un'abitazione molto signorile, come ci suggeriscono le ornamentazioni in stucco dorato delle pareti.
In fondo al dipinto è raffigurata una finestra cinta da un'inferriata in ferro battuto: è da qui che penetra la luce, la quale - dopo essersi introdotta nell'appartamento - indugia su vari particolari, dai trucioli lignei del parquet alla muscolatura dei tre operai, i quali affrontano il loro lavoro quotidiano virilmente, a torso nudo. Due degli operai, in particolare, sono intenti in una realistica chiacchierata, tanto che presentano persino gli sguardi convergenti: il terzo, invece, è completamente assorbito nel suo faticoso lavoro. L'occhio sollecito di Caillebotte non tralascia neanche il vino bevuto dagli operai per sostenersi, contenuto in una bottiglia e in un bicchiere, e i vari utensili da lavoro cosparsi sul pavimento.